# Nesoxenia mysis
Nesoxenia mysis – gatunek ważki z rodziny ważkowatych (Libellulidae).